# 라이프치히 전투

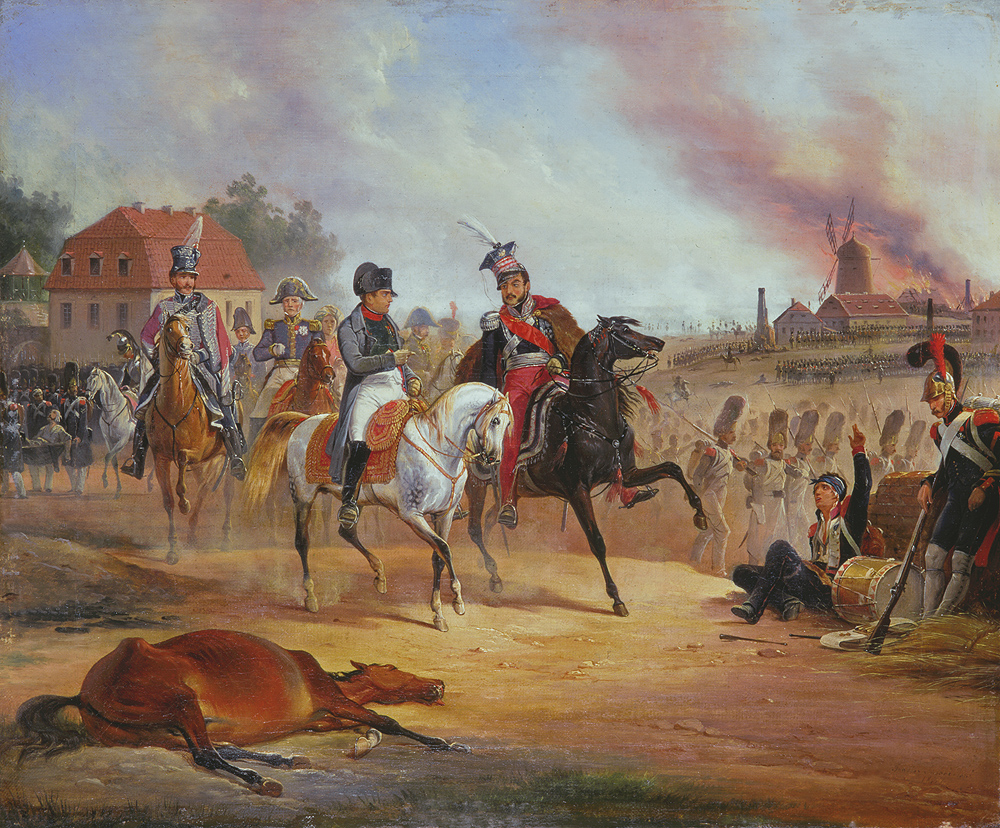
라이프치히의 나폴레옹과 포니아토프스키, January Suchodolski그림.

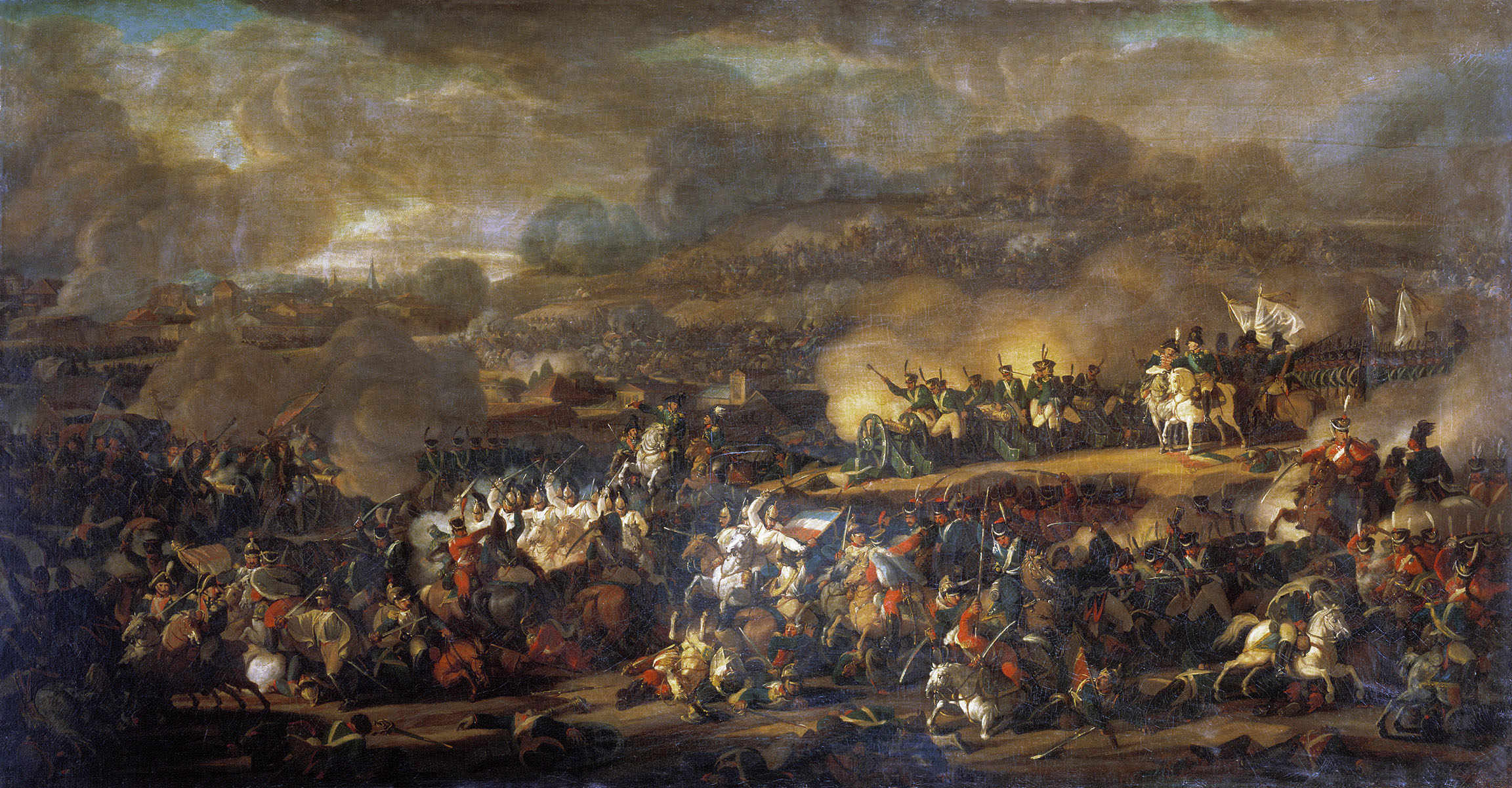
라이프치히 전투 바라디미르 모스코프 1815년 그림

라이프치히 전투(독일어: Völkerschlacht bei Leipzig)는 1813년 10월 16일부터 19일까지 벌어졌으며, 나폴레옹 보나파르트(Napoleon Bonaparte)가 겪은 가장 결정적인 패배 중 하나이다. 제국민 전투 혹은 제국민 전쟁, 국가 간 전투(Battle of the Nations)라고도 불린다. 라이프치히 전투는 독일에서 벌어졌고, 전투를 벌인 양측에 독일 출신 병사들이 참전해 있었다. 프로이센-오스트리아 병력이 참여한 연합군은 물론 나폴레옹 휘하의 병력에도 라인 연방(Confederation of the Rhine)에서 차출된 병사들이 많은 부분을 차지했기 때문이다. 이 라이프치히 전투는 제1차 세계 대전 이전 가장 규모가 큰 전투로 양측 합쳐 500,000명이 넘는 병력이 참여했다.

## 서막
나폴레옹은 러시아 원정에 나섰다가 끔찍한 실패를 맛보았고, 반도 전쟁(Peninsular War)에서도 패하였다. 이에 대프랑스 연합군이 제6차 대프랑스 동맹이란 이름하에 신중하게 재집결하였다. 제6차 대프랑스 동맹에는 러시아, 오스트리아, 프로이센, 스웨덴, 영국, 스페인, 포르투갈 그리고 중부 독일의 군소 국가들이 참여하였다. 연합군이 투입한 총 병력은 100만이 넘어갔다. 특히 라이프치히 전투가 벌어질 무렵 라인강 동쪽에 배치된 연합군의 병력은 아마 100만을 넘었을 것이다. 반면에 나폴레옹 휘하의 병력은 점차 줄어들어 몇 십만밖에 되지 않았다. 게다가 외젠 드 보아르네가 나폴레옹을 돕기 위해 이 전투에 출전하려 했으나 프랑스 제국의 황위 찬탈을 획책하고 있던 조아생 뮈라의 훼방으로 출진을 할 수 없었다.
나폴레옹은 독일에서 자신의 영향력을 유지하고자 노력하였다. 이에 따라 5월 2일 뤼첸(Lützen)에서 전투를 벌였고, 5월 20일에서 21일 사이에는 바우첸(Bautzen)에서 전투를 벌여 격전 끝에 프로이센 - 러시아 연합군을 상대로 승리하였다. 이 승리로 인해 짧은 휴전 협정이 맺어졌다. 게프하르트 폰 블뤼허(Gebhard von Blücher), 스웨덴의 카를 요한 왕세자(Crown Prince Carl Johan of Sweden), 카를 폰 슈바르첸베르크(Karl von Schwarzenberg), 베니히센 백작(Count Benningsen), 러시아의 바클라이 드 톨리(Barclay De Tolly of Russia) 휘하의 연합군은 나폴레옹이 지휘하는 본대와의 싸움을 피하고, 그의 부하 원수들이 지휘하는 분대와 전투를 벌이기로 한 트라첸베르크 작전(Trachenburg Plan)에 따른 전략을 수행하였고, 그로스베렌(Großbeeren), 쿨룸(Kulm), 카츠바흐(Katzbach) 그리고 드네비츠(Dennewitz)에서 승리를 거두었다.
니콜라 우디노 원수(Marshal Nicolas Oudinot)는 120,000명의 병력을 이끌고, 베를린 공략에 나섰으나 실패하였고, 이에 나폴레옹은 북쪽으로부터의 위협을 피하고자 서부로 퇴각해야했다. 나폴레옹은 9월말 엘베강을 건너 보급선을 유지하며, 연합군을 맞아 싸우기 위해 병력을 라이프치히 근교에 배치하였다. 라이프치히 근처 중에서도 병력을 타우차(Taucha)에서 나폴레옹의 지휘소가 있는 슈퇴테리츠(Stötteritz)에 이르는 범위에 집중시켰다. 프로이센군은 바르텐부르크(Wartenburg)에서 진군하였고, 오스트리아군과 러시아 군은 드레스덴(Dresden)에서, 스웨덴군은 북쪽에서 라이프치히로 움직이기 시작했다.

## 10월 16일

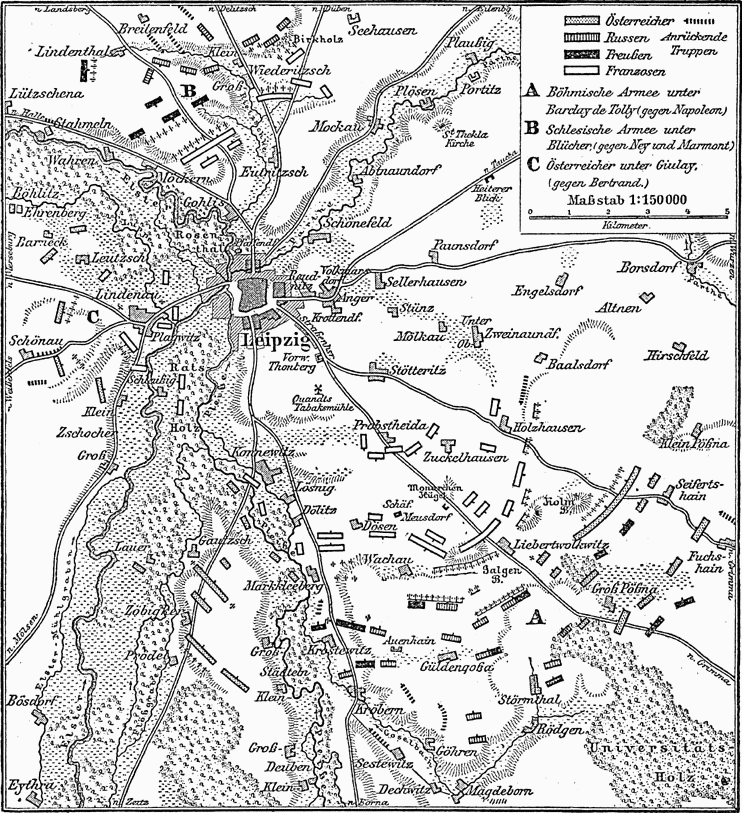
10월 16일의 상황

프랑스군의 총 병력은 190,000명이었고, 연합군은 거의 330,000명이었다. 양측 모두 상당한 수의 포를 가지고 있었다. 양측의 포를 합치면 2,500문 이상이었다. 전투는 10월 16일 남쪽에 있던 78,000명의 연합군과 북쪽에 있던 54,000명의 연합군이 프랑스군을 공격함에 따라 시작되었다. 이때 나폴레옹은 남쪽에서 주력부대를 운용하고 있었다. 연합군은 초기에 우위를 점하는 듯하였으나 얼마 못가 퇴각하였다. 그러나 나폴레옹의 부대는 수적으로 밀리는 상태였기 때문에 연합군의 전열을 붕괴시키지 못했고, 격전끝에 궁지에 몰리게 되었다.

### 오스트리아 제2군단의 될리츠(Dölitz) 점령
폰 메르펠트(von Merveldt)가 지휘하는 오스트리아 제2군단은 가우츠흐(Gautzsch)를 통해 코네비츠(Connewitz)를 향해 진군하였고, 이곳에 있는 프랑스군을 공격하려 하였다. 그러나 이들은 자신들이 가야할 진격로를 미리 프랑스군이 점거하여 방어를 충실히 해놓았고, 공격을 지원할 만한 포를 설치할 곳조차 없다는 것을 알게 되었다. 프랑스군에게 격퇴당한 오스트리아군은 이동하여 돌리츠를 공격하려 하였다. 이들은 2개의 다리를 건넜고, 영주의 저택과 제분소로 통하는 길을 따라 내려갔다. 제24연대의 2개 부대는 소규모 폴란드 수비병들을 물리치고 거점을 장악했다. 즉시 프랑스군이 반격을 개시해 오스트리아군을 몰아내었고 전황은 요동치기 시작했다. 그러던 와중에 오스트리아군은 중포를 설치하여 프랑스군에 소속되어 있던 폴란드 수비병들에게 포격을 가했고, 결국 거점을 장악하는 데 성공하였다. 폴란드 병사들은 치열한 방어전 끝에 전사한 아군의 시체만 남겨둔 채 퇴각해야했고, 물러나는 와중에 장원과 제분소에 불을 붙였다.

### 마클리베르크의 전투(Battle of Markkleeberg)

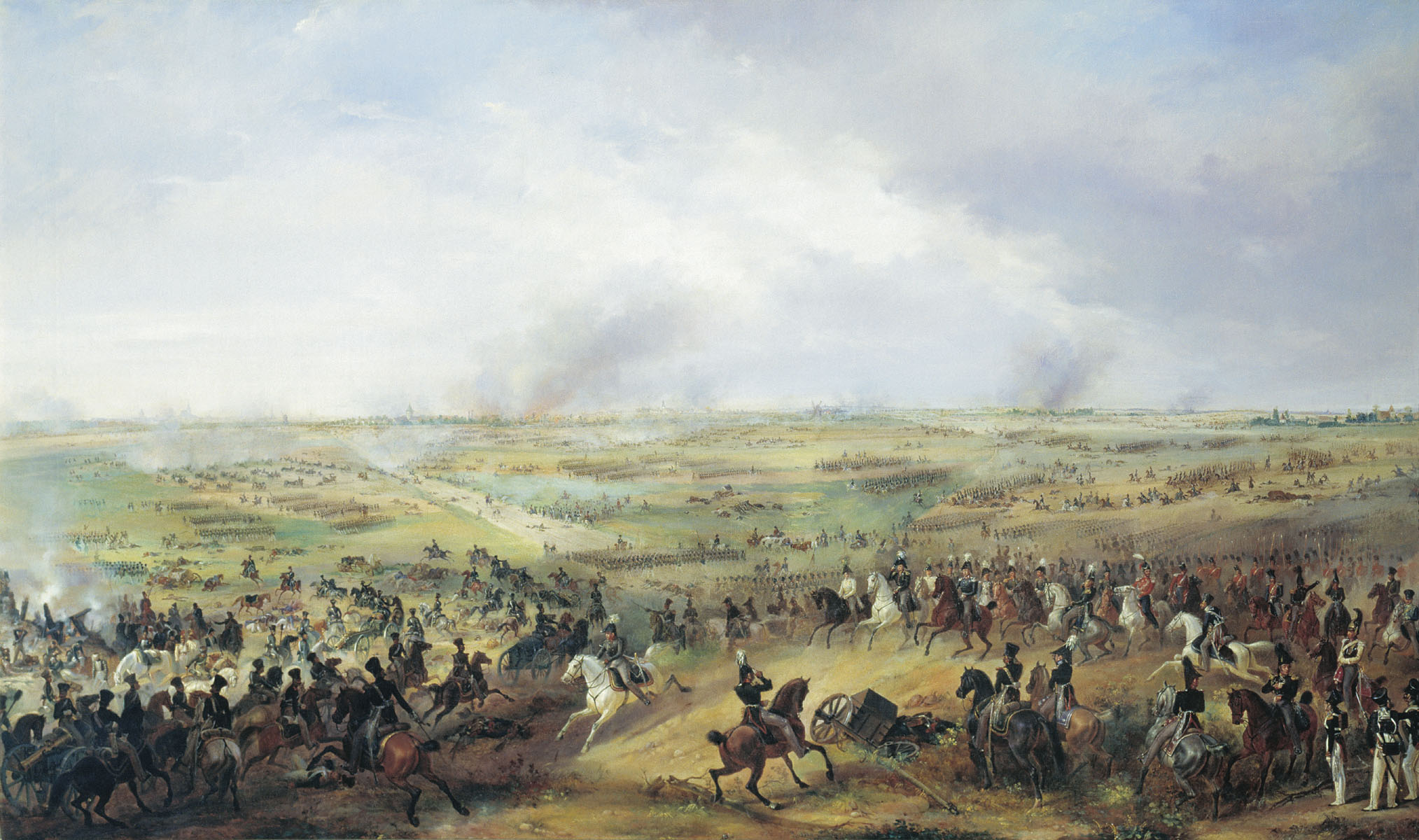
라이프치히 전투

클라이스트(Kleist) 장군은 플라이세 강(Pleisse River)을 따라 이동하면서 마클리베르크에 있는 포니아토프스키(Poniatowski)원수와 오주로(Augereau)원수를 공격하였다. 오스트리아군은 다리를 수리하고 학교건물과 장원을 장악하였다. 프랑스군은 반격을 개시하여 오스트리아군을 학교건물에서 내쫓고 강 건너로 물러나게 하였다. 프랑스군은 장원에 공격을 가하였다. 그러나 이 공격으로 프랑스군과 폴란드군은 피해만 입었을 뿐 별다른 소득을 얻지 못했다. 러시아 제14 사단이 폴란드 군에 측면공격을 계속 수행하였고, 폴란드 군을 마클리베르크에서 쫓아내었다. 포니아토프스키 원수는 퇴각을 멈추고 반격을 시도해 러시아군의 진격을 저지하였다. 별다른 경계도 없이 야외에 서 있는 프로이센 제12여단 소속 4개 대대를 본 포니아토프스키는 포병대와 기병대로 하여금 이들에게 공격을 가할 것을 명했다. 프랑스군의 공격은 러시아 경기병대가 프로이센군을 구원할 때까지 계속되었다. 포니아토프스키 원수는 마클리베르크를 탈환하는 데 성공하였으나 겨우 2개의 프로이센 대대에 의해 다시 물러나야만 했다. 오스트리아 척탄병부대는 마클리베르크 앞에서 전열을 이루고 프랑스-폴란드군에 측면공격을 가하여 패주시켰다.

### 바하우 공격 (Attack on Wachau)
러시아의 제2 보병군단은 프로이센 제9 여단의 지원을 받아 바하우를 공격하였다. 러시아군은 별다른 경계도 없이 진군하다가 미리 준비하고 있던 프랑스군에게 기습을 당했고, 측면에 커다란 피해를 입었다. 프로이센군은 기습한 프랑스군을 상대로 전투를 벌여 바하우에 진입하였다. 이윽고 바하우에서 시가전이 벌어졌다. 프랑스 포병대는 바하우 외각에서 프로이센군을 향해 포격을 퍼부었고, 이로써 프랑스군은 바하우를 탈환할 수 있었다.

### 리베르트볼크비츠 전투(Battle of Liebertwolkwitz)

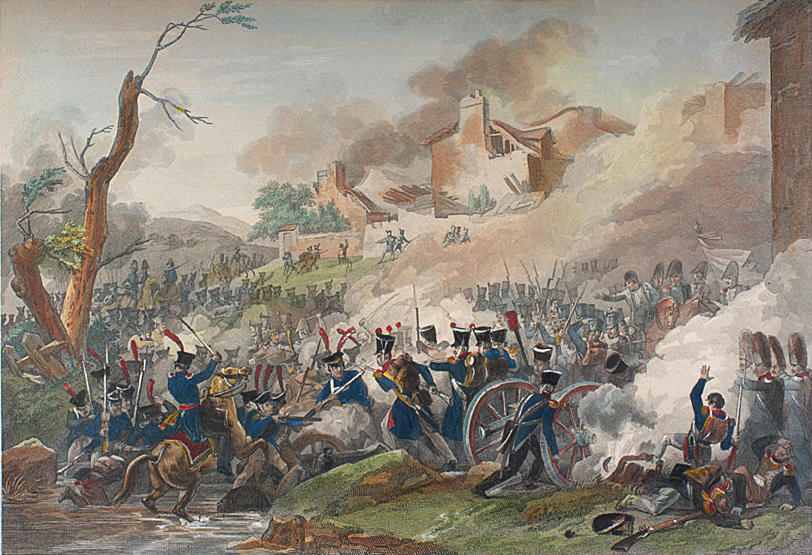
라이프치히 전투

리베르트볼크비츠는 중요한 거점에 있는 큰 마을이었다. 이 지역은 마크도날 원수(Marshal MacDonald)와 로리스통(Lauriston) 장군 휘하의 병력 18,000명이 방어를 담당하고 있었다. 오스트리아 제4군단 24,500명이 피르스의 제10여단(Pirth's 10th Brigade; 4,550명), 지에텐의 제11여단(Ziethen's 11th Brigade; 5,365명)의 지원을 받아 이곳에 대한 공격을 개시해 격전 끝에 프랑스군을 리베르트볼크비츠에서 물러나게 하였다. 그러나 얼마안가 프랑스군의 반격으로 이번에는 오스트리아군이 물러나야했다. 이때 나폴레옹은 드루오(Drouot) 장군에게 갈로브(Gallows) 언덕에 대규모 포병대를 배치할 것을 명했다. 이 명령으로 인해 100문의 포가 아무런 방비없이 노출된 러시아 제2군단에게 포격을 퍼부었다. 이들을 지원하던 프로이센 대대는 엄폐물을 찾아 몸을 숨겼다. 한편 뷔르템베르크 공작 오이겐(Eugene Duke of Württemberg)은 포격에 직접적으로 맞서는 휘하 병사들의 용감함을 자랑하는 것으로 유명한 인물이었다. 이로 인해 나폴레옹이 바라는 대로 구멍이 열렸다. 이때 나폴레옹은 뮈라 원수(Marshal Murat) 휘하의 프랑스, 이탈리아, 작센 기병대 10,000명을 전장에 투입하였다. 그러나 적의 진형을 공격하기 위해 뮈라 원수가 선택한 밀집종대 진형은 프랑스군에게 불행한 결과를 가져왔다. 소규모 진형을 편성한 러시아, 프로이센, 오스트리아 기병대는 성공적으로 뮈라의 사단을 괴롭히는 데 성공했고, 결국 프랑스 기병대를 프랑스 근위 용기병대(Guard Dragoons)가 지키고 있던 포병대가 배치된 곳으로 퇴각시키는 데 성공하였다. 신참 근위 사단(The young Guard Division)이 연합군을 물러나게 하기 위해 전장에 투입되었고, 이것은 나폴레옹에게 돌파구를 열어 주었다. 이들은 리베르트볼크비츠와 바하우를 탈환하였다. 그러나 러시아 중기병대(Cuirassiers)의 지원을 받은 러시아 근위대와 오스트리아 척탄병들이 반격을 개시하였다. 이들은 정예라는 세간의 평판에 부끄럽지 않게 방진을 형성하여 프랑스 기병대의 공격을 막아내고 프랑스 포병대에 공격을 가하기도 하였다. 남쪽 전역에서 나폴레옹은 지역을 확보하는 데는 성공하였지만, 연합군의 전열을 흐트러뜨리지는 못하였다.

### 북쪽의 공격
북쪽 방면의 전투는 란게론(Langeron) 휘하의 러시아 군단이 프랑스군의 북쪽 전열 가운데에 위치한 그로스 비덴리츠흐(Groß-Wiederitzsch)와 클레인-비데리츠흐(Klein-Wiederitzsch) 마을을 공격하면서 시작되었다. 이 거점은 4개의 보병대대와 2개의 기병대대로 이루어진, 동브로프스키(Dabrowski)가 지휘하는 폴란드 부대가 방어를 담당하고 있었다. 첫 공격명령이 떨어지자 폴란드 부대는 공격을 개시했다. 전황은 4번의 공격과 반격으로 요동쳤다. 결국 란게론은 휘하의 병력을 재집결시켜 총공격을 감행했고, 많은 피해를 입고 두 마을을 함락시키는 데 성공했다.

### 모케른 전투(Battle of Möckern)

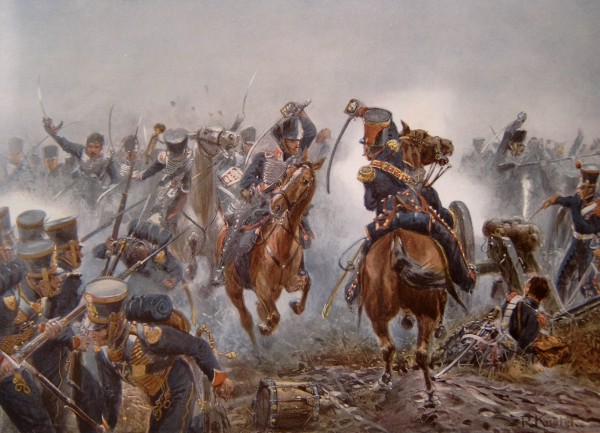
라이프치히 전투의 경기병대 간의 전투

북쪽의 전황은 모케른 전투에 의해 결정되었다. 이 전투는 4개의 국면으로 이루어져 있으며 양측 모두에게 격전이었다. 모케른은 장원과 영주의 성, 벽이 쳐진 정원, 낮은 성벽들로 이루어져 있었다. 이러한 것들은 전투가 벌어짐과 동시에 요새가 되었고 벽에 설치된 총안에서 프랑스군을 사격을 가해대었다. 이 지역의 서쪽에 위치한 땅은 수풀이 우거지고 땅이 질퍽했기 때문에 포를 설치할 수 없는 상황이었다. 4m정도 깊이의 도랑은 엘스터(elster) 강을 따라 동쪽으로 흐르고 있었다. 오귀스트 마르몽 원수(Marshal Auguste Marmont)는 보병 종대를 거점 뒤에 배치하여 거점이 함락될 경우 예비대로서 투입하여 반격을 개시하려 하였다. 란게론 휘하의 러시아 부대와 요르크(Yorck) 휘하의 프로이센 군단의 통솔을 맡은 블뤼허는 마르몽의 제6군단(VI Corps)에 공격을 개시했다. 전투가 교착상태에 빠졌을 때 마르몽은 기병대에 돌격 명령을 내렸으나 휘하의 기병부대 사령관은 공격을 거부했다. 후에 프로이센 경기병대가 공격을 감행하여 프랑스 방어부대에 심각한 타격을 입히는 데 성공하였다. 전투는 밤늦게까지 계속되었다. 연합군 사상자 9,000명, 프랑스군 사상자 7,000명의 대부분은 상대방의 포격으로 인한 것이었다. 이러한 사상자와는 별도로 프랑스군은 2,000명이 포로로 잡혔다.

## 10월 17일

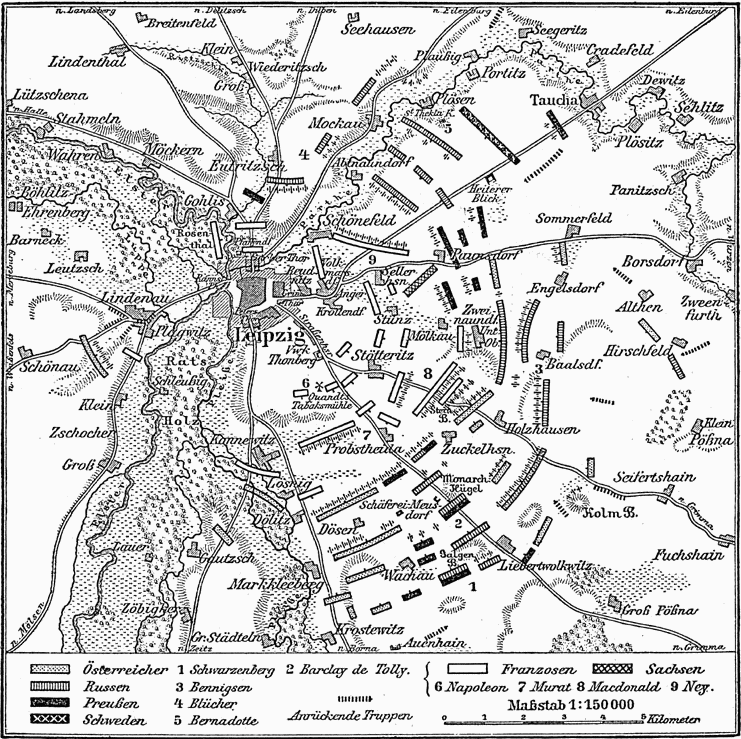
라이프치히 전투 10월 18일의 상황

10월 17일에는 두개의 작전이 수행되었다. 러시아 장군 작켄(Sacken)이 동브로프스키 장군 휘하의 폴란드 부대가 방어를 맡은 고흘리(Gohlis) 마을을 공격하였다. 폴란드 부대는 영웅적인 저항을 계속하였고, 이 모습은 작켄 장군에게 마음에서 우러나오는 감탄사를 말하게 만들었다. 결국 수적인 면과 전투 지속 의지에서 우위에 있던 러시아군이 승리하였고, 폴란드 군은 프파펜도르프(Pfaffendorf)로 퇴각하였다. 전날에 육군 원수(field marshal)가 된 블뤼허는 란스코이(Lanskoi)장군 휘하의 제2 경기병 사단(러시아군)에게 알리히(Arrighi)장군 휘하의 제3 기병 군단에 대한 공격명령을 내렸다. 전날 6차 연합군 기병대가 자신들의 능력을 보여준 것처럼 이번에도 프랑스군은 상당한 피해를 입고 퇴각하여야만 했다.
프랑스군은 겨우 14,000명의 지원병을 얻었으나, 반면에 연합군은 145,000명의 지원부대를 얻었다. 이 지원부대에는 베르나도트 원수(Marshall Bernadotte 오늘날 스웨덴의 왕세자 카를 요한)와 러시아 장군 폰 베니히센(von Bennigsen)이 지휘하는 부대도 포함되어 있었다.

## 10월 18일

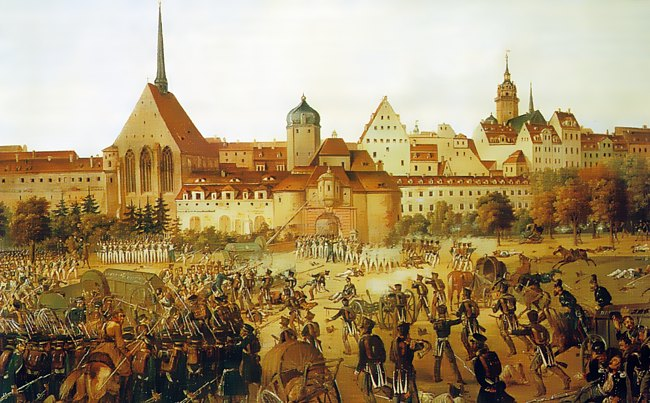
라이프치히 전투의 시가전 모습

10월 18일 연합군은 전 방면에서 총공격을 감행했다. 9시간이 넘는 사투는 양측 모두에게 심각한 피해를 입혔다. 프랑스군은 연합군의 돌파를 막아냈으나, 서서히 라이프치히 쪽으로 물러나기 시작했다. 제6차 대프랑스 동맹군의 공격은 스웨덴의 카를 요한 왕세자, 프로이센의 블뤼허 육군 원수가 북쪽을 담당했고, 남쪽은 러시아의 바클라이 드 톨리, 베니히센 장군과 오스트리아의 폰 헤센-함부르크 공(Prince von Hessen-Homburg)이 맡았다. 서쪽은 오스트리아의 규레이(Gyulay) 장군이 공격을 주도했다.
프로이센 제9 여단은 프랑스군이 포기한 바하우 마을을 접수하였다. 그 와중에 비안치(Bianchi) 장군 휘하의 헝가리 부대가 주력을 맡은 오스트리아군은 뤼스니치히(Lößnig)에서 프랑스군을 몰아내었다. 오스트리아군은 훌륭한 협동 작전을 보여주었다. 오스트리아 기병대는 우선 프랑스 보병대를 공격하여 오스트리아 보병대가 전장에 도착하여 전열을 짤 시간을 주었다. 이러한 방식을 통해 오스트리아군은 돌리츠를 공격하였다. 신참 근위대 사단은 이들을 간신히 물리치는 데 성공하였으나, 이때 3개의 오스트리아 척탄병대대가 포병대의 지원을 받아 마을을 공격하는 데 나섰다.
그동안 전투에 참여하지 않는데, 부끄러움을 느끼고 있던 베르나도트는 스웨덴 장교들의 간청에 따라, 휘하의 경보병대에게 라이프치히에 대한 돌격에 참여할 것을 명령하였다. 스웨덴 야게르(Jäger) 부대는 전투에 적극적으로 참여하여 이 공격에 121명을 잃었다.

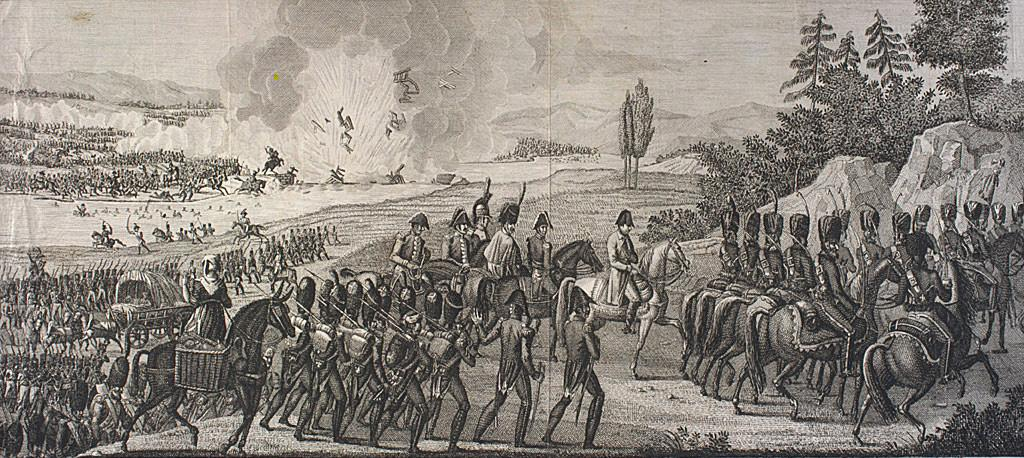
라이프치히 전투의 프랑스군 퇴각 모습. 그림 상단에 폭파되는 다리의 모습이 보인다.

전투 중에 장 레이니에(Jean Reynier)의 7군단(VII Corps)의 작센 출신 병사 5,400명이 프랑스군을 배신하고 연합군에 참여하였다. 나폴레옹은 10월 18일에서 19일로 가는 저녁 이를 보고 전투에서 졌다고 판단하고 주력부대를 이끌고 엘스터 강을 건너 퇴각하였다. 연합군은 아침 7시까지 프랑스군의 철수를 믿지 않았다. 라이프치히 시내에는 우디노 원수가 맡은 후방 부대가 치열한 시가전을 벌이고 있었다. 퇴각은 막 정오가 되었을 무렵 장군이 몽포르 대령(Colonel Montfort)에게 엘스터 강을 건너는 유일한 다리를 파괴하라는 명령을 내릴 때까지 순조롭게 시행되었다. 이 대령은 개인적으로 자신에게 맡겨진 임무에 대해 지나치게 사명감을 가지고 있었지만, 퇴각작전이 어떻게 이루어지는지 몰랐기 때문에, 아직 프랑스 부대가 다리를 건너고 우디노 원수 휘하의 후방부대가 여전히 라이프치히에 있음에도 불구하고 폭탄에 불을 붙였다. 이 폭발로 인해 혼란이 찾아왔고 이로 인해 수천의 프랑스군이 사망하였다. 또한 후방에 남겨진 많은 이들이 포로로 잡혔다. 이 불행한 사건으로 인해 용감한 폴란드인 사령관 조제프 안토니 포니아토스키는 다리를 건너는 와중에 익사하고 말았고 함께
헤엄쳐 강을 건너던 자크 마크도날은 목숨만 부지하고 돌아왔다.

## 결과

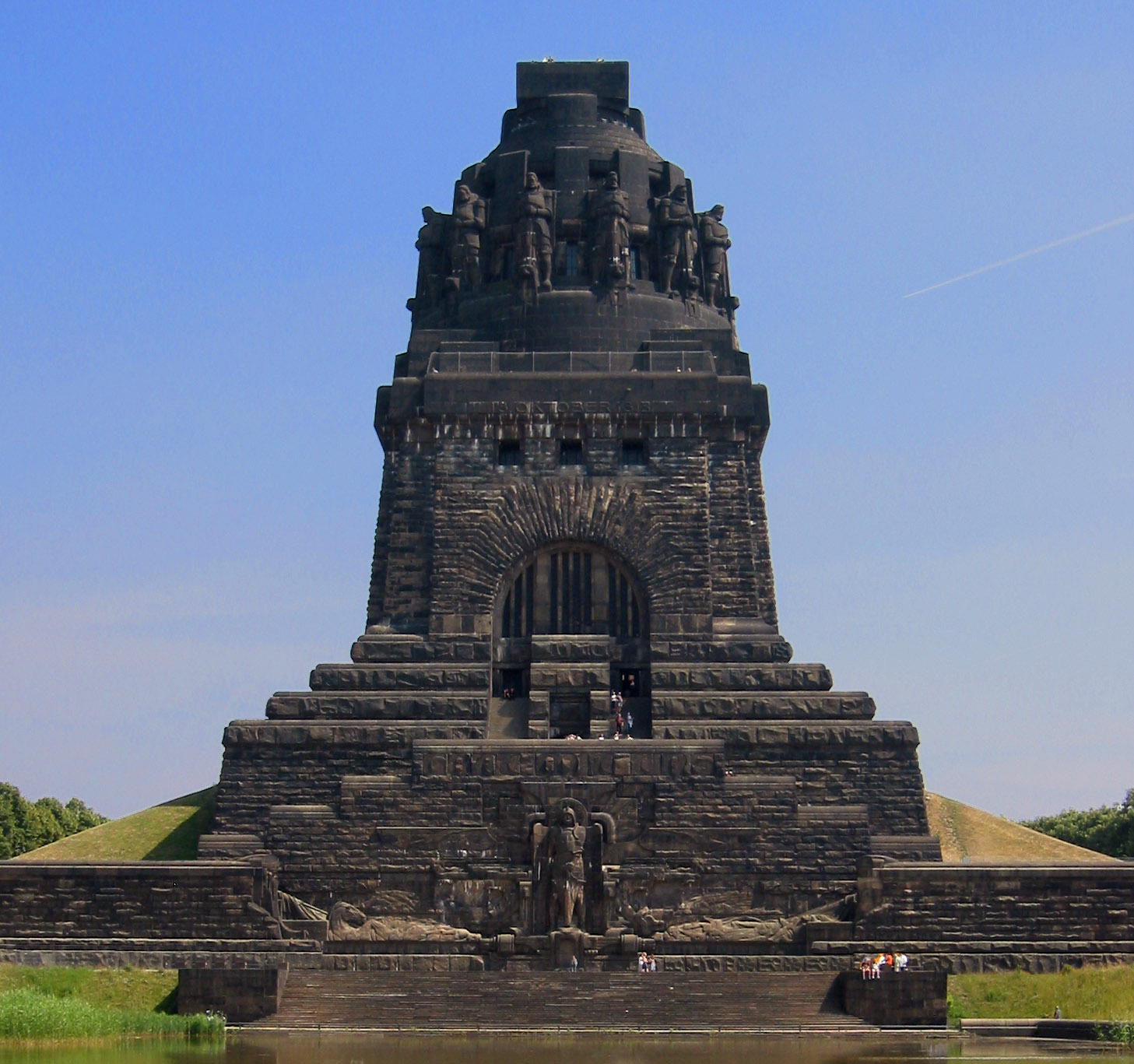
Völkerschlachtdenkmal: 라이프치히에 있는 제국민 전투 기념비

양측의 피해는 엄청난 규모이다. 사상자 모두를 합치면 80,000명에서 110,000명에 달하는 규모이다. 나폴레옹 측의 사상자는 38,000명에 달하고, 연합군은 전투가 가능한 이들만 15,000명 정도를 포로로 잡았다. 또 이와는 별도로 21,000명의 부상당하거나, 병든 포로를 잡았으며 325문의 포와 28개의 독수리 깃발, 색색의 군기를 나포했다. 그리고 지원했던 작센 사단이 연합군에게 항복하였다. 또한 폴란드 마지막 왕 스타니스와프 아우구스트 포니아토프스키(Stanisław August Poniatowski)의 조카 유제프 안토니 포니아토프스키(Józef Antoni Poniatowski) 원수가 전사하였다. 전날 원수 지휘봉을 받은 그는 프랑스군의 후위를 지키다가 강을 건너던 중 익사했다. 군단의 지휘를 맡은 로리스통과 레이니에는 포로로 잡혔고, 15명의 프랑스 지휘관이 전사하고 51명이 부상을 당했다.
연합군 총 합계 362,000명의 병력 중 대략 54,000명의 사상자를 입었다. 슈바르첸베르크의 보헤미아 군은 34,000명을 잃었고, 블뤼허의 슐레지엔 군은 12,000명, 베르나도트의 북방군과 베니히센의 폴란드군은 대략 각각 4,000명을 잃었다.
이 전투는 라인강 동쪽에 대한 프랑스 제국의 지배권을 소멸시켰으며, 자유롭게 움직이던 독일의 중소국가들을 대프랑스 동맹에 편입시켰다. 대프랑스 동맹은 이 전투에서의 승리를 이용해 1814년 초두에 프랑스를 공격하였다. 나폴레옹은 프랑스의 황위를 포기하고 엘바섬으로 유배를 가야만 했다.
라이프치히 시에는 91m 높이의 푈커슐라흐트덴크말(Völkerschlachtdenkmal)라는 기념비가 있으며 이 비석에는 전투의 과정이 기록되어 있다. 그리고 주변에는 프랑스와 연합군의 주요 부대를 상징하는 45개의 아펠 석(Apel-stones)이 있다.

## 같이 보기
- 나폴레옹 시대의 연대표

## 참조
- Chandler, David G. (1966). 《The Campaigns of Napoleon》. The MacMillan Company.;
- Smith, Digby (1998). 《The Napoleonic Wars Data Book》. Greenhill.